# Вранпоток (Ново Горажде)
Вранпоток је насељено мјесто у општини Ново Горажде, Република Српска, БиХ. Према попису становништва из 2013. насеље више нема становника.

## Историја
Прије рата, насеље се у потпуности налазило у саставу предратне општине Горажде. Послије потписивања Дејтонског споразума, дио његове територије улази у састав Републике Српске.

## Становништво
Према званичним пописима, Вранпоток је имао сљедећи етнички састав становништва:
| Националност | 1991.       | 1981.       | 1971.       |
| Муслимани    | 91 (97,85%) | 96 (100,0%) | 87 (100,0%) |
| Југословени  | 2 (2,15%)   | 0           | 0           |
| Укупно       | 93          | 96          | 87          |

| Демографија | Демографија | Демографија |
| Година      | Становника  | Становника  |
| ----------- | ----------- | ----------- |
| 1971.       | 87          |             |
| 1981.       | 96          |             |
| 1991.       | 93          |             |
| 2013.       | 0           |             |